# Koloniaal Ereteken
Het Koloniaal Ereteken, (Duits: "Kolonialabzeichen"), ook wel "Elephantenorden" genoemd, was een Duitse onderscheiding die op 18 april 1922 door het Rijksministerie voor Wederopbouw van de Duitse Republiek werd ingesteld.
Het ereteken werd verleend aan koloniale Duitse en buitenlandse onderdanen die tijdens de Eerste Wereldoorlog in de voormalige Duitse koloniën en protectoraten hadden gediend. Tussen 1924 en 31 December 1935 werd het Ereteken door het Ministerie van Buitenlandse Zaken toegekend en tussen 1936en 1945 verleende de Kanselier, Adolf Hitler een paar van deze eretekens.
Omdat de Grondwet van de Republiek van Weimar het instellen van decoraties had verboden, werd het ereteken als souvenir beschouwd. Er werden ongeveer 8500 eretekens verleend.
Deze officiële onderscheiding werd minder hoog aangeslagen als het door particulieren gestichte Koloniale Onderscheiding met de leeuw.
Het ereteken is medaillon met de afbeelding van een Afrikaanse olifant en een palmboom achter het in Duitsland obligate eikenloof. Op de ring staat "SÜDSEE – AFRIKA – KIAUTSCHOU". Het ereteken is ongeveer 4 centimeter hoog en wordt op de linkerborst vastgepind. Op de achterzijde is een gesp aangebracht en staat de tekst "GES. – GESCHÜTZT". Het gebruikte metaal kan verzilverd zink of aluminium zijn.